# Phytocoris laevis
Phytocoris laevis är en insektsart som först beskrevs av Philip Reese Uhler 1895.  Phytocoris laevis ingår i släktet Phytocoris och familjen ängsskinnbaggar. Inga underarter finns listade i Catalogue of Life.